# سيفيتال
سيفيتال أو سيڥيتال (بالإنجليزية: Cevital)‏ شركة صناعات غذائية جزائرية خاصة ملك للسيد يسعد ربراب  مختصة في صناعة الزيوت والمواد الدسمة وتكرير السكر أنشأت سنة 1998 تقوم هذه الشركة بتسويق منتجاتها في كل من الجزائر، تونس، روسيا، فرنسا، سويسرا، مالي، أوكرانيا، و تمتلك المجموعة 28 شركة أخرى.

## الشركات التابعة
Cevital automobile *
MFG *
Oxxo *
Evcon*
Brand *
Samha samsung*

## منتجاتها

### زيوت الطعام
- -فلوريال Fleurial:زيت نباتي 100% من دوار الشمس
- -فريدور Fridor: خليط زيوت نباتية
- -إيليو Elio: خليط زيوت نباتية (Elio2 سابقا)

### السكر
- -سكور Skor:[3]
- -دولشي Dolce:

### مواد دسمة
- - فلوريال Fleurial: مارغارين نباتي
- - رانيا Rania:مارغارين نباتي 100%
- - ماتينا Matina:خليط مارغارين نباتي وزبدة
- - لاباريسيان La parisienne: مارغارين نباتي 100%
- - سمن المدينة Medina: سمن نباتي 100%
- - شورتنينق Shortening: دسم حلويات نباتي 100%

## وصلات خارجية
- -الموقع الرسمي لسيفيتال